# Skil-Sem-Kas-Miko

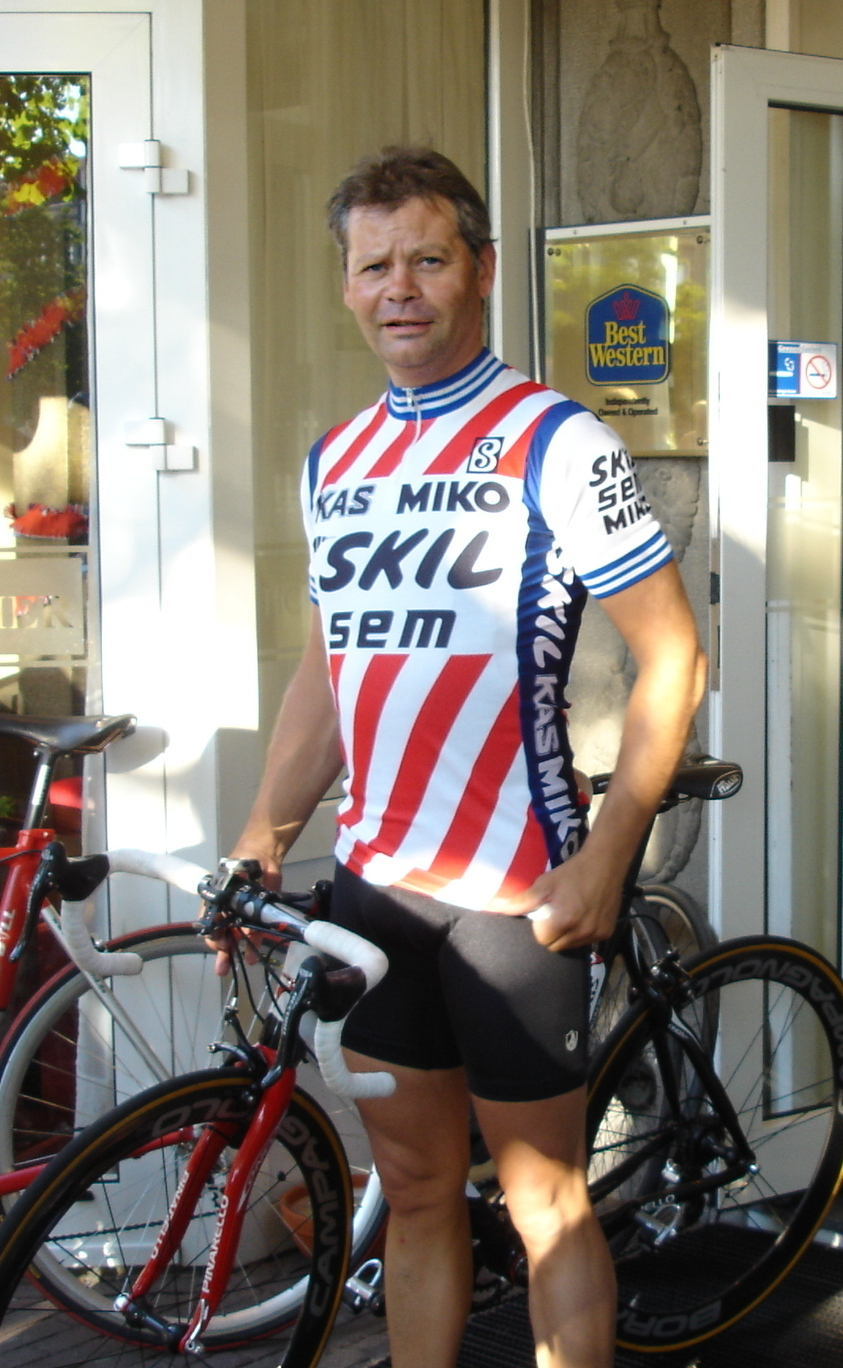
Jac van Meer 2007 im Teamtrikot von 1985

Skil-Sem-Kas-Miko war ein französisches Radsportteam, das von 1981 bis 1985 bestand. Es ist nicht zu verwechseln mit dem Team Skala-Skil. Nach der Auflösung ging ein großer Teil des Teams, einschließlich de Gribaldy, zum Team KAS.

## Geschichte
Das Team wurde 1981 als Nachfolger des Teams Puch-Sem-Campagnolo unter der Leitung von Jean de Gribaldy gegründet. Im ersten Jahr konnte das Team einige gute Ergebnisse neben den Siegen feiern. Joaquim Agostinho brachte leider nicht die gewünschten Siege wurde aber Zweiter bei der Critérium du Dauphiné Libéré und Sechster bei der Tour de Romandie. Bei der Tour de France schied er vorzeitig aus, aber sein Teamkollege Marcel Tinazzi beendete die Tour auf den 13. Gesamtplatz. Ab 1982 gelang der Durchbruch nachdem Sean Kelly zum Team stieß. Er gewann die Gesamtwertung und steuerte vier der fünf Etappensiege bei Paris-Nizza hinzu. Er wurde Zwölfter bei Paris–Roubaix 1982, Zehnter bei Lüttich-Bastogne-Lüttich, Siebter beim La Flèche Wallonne, Vierter beim Amstel Gold Race und Zweiter beim Critérium des As. 1983 gewann Steven Rooks Lüttich-Bastogne-Lüttich und Sean Kelly die Lombardei-Rundfahrt. 1984 wurden die besten Ergebnisse bei den Klassikern eingefahren. Am Ende der Saison konnte Sean Kelly sich auch den Gewinn der Super-Prestige-Pernod-Wertung sichern. 1985 konnte das Team 33 Siege feiern, unter anderem der Sieg bei der Lombardei-Rundfahrt und bei Paris-Nizza. Zum Ende der Saison wechselte der Hauptsponsor und das Team fuhr danach als Kas weiter.

## Doping
1981 wurde Dominique Sanders nach dem Sieg auf der zweiten Etappe der Route du Sud positiv getestet und disqualifiziert. 1983 wurde Patrick Clerc nach der 8. Etappe der Tour de France positiv auf Nandrolon getestet. 1984 wurde Marcel Tinazzi nach seinem Sieg bei Bordeaux–Paris wegen Doping der Sieg aberkannt und Philippe Possissonnier ebenso positiv getestet. Im gleichen Jahr wurde Sean Kelly beim Rennen Paris-Brüssel, welches er als Dritter beendet hatte, des Dopings mit Pemolin überführt. Allerdings gab es Unstimmigkeiten bei Testverfahren und deshalb wurde Kelly nur für einen Monat gesperrt und mit einer Geldstrafe von 1000 Schweizer Franken belegt.

## Erfolge
1981
- Französischer Meister – Straßenrennen
- eine Etappe Tour Méditerranéen
- Paris–Camembert
- eine Etappe Route du Sud
- eine Etappe Paris–Bourges

1982
- Gesamtwertung und fünf Etappen Paris-Nizza
- Punktewertung und eine Etappe Tour de France
- Nizza-Alassio
- zwei Etappen Tour de Corse
- zwei Etappen Critérium International
- Tour de Vendée
- zwei Etappen Tour de l’Aude
- Bordeaux–Paris
- eine Etappe Critérium du Dauphiné Libéré
- zwei Etappen Grand Prix Midi Libre
- Paris–Bourges
- zwei Etappen Etoile des Espoirs

1983
- Lüttich–Bastogne–Lüttich
- Lombardei-Rundfahrt
- Gesamtwertung und drei Etappen Tour de Suisse
- Gesamtwertung und drei Etappen Paris-Nizza
- Punktewertung Tour de France
- Nizza-Alassio
- eine Etappe Tour Méditerranéen
- Grand Prix de Mauléon-Moulins
- Gesamtwertung und zwei Etappen Critérium International
- Tour du Vaucluse
- Gesamtwertung und eine Etappe Circuit du Provence
- Gesamtwertung und eine Etappe Tour d’Armorique
- vier Etappen Tour Européen Lorraine-Alsace
- zwei Etappen Critérium du Dauphiné Libéré
- Boucles de la Mayenne
- Paris–Bourges
- eine Etappe Tour du Limousin
- Grand Prix d’Isbergues
- eine Etappe Tour de l’Avenir
- eine Etappe Etoile des Espoirs

1984
- Lüttich–Bastogne–Lüttich
- Paris-Roubaix
- Paris-Tours
- Gesamtwertung und zwei Etappen Vuelta a España
- Gesamtwertung und drei Etappen Paris-Nizza
- Gesamtwertung und drei Etappen Critérium International
- Gesamtwertung und drei Etappen Katalonien-Rundfahrt
- Gesamtwertung und zwei Etappen Baskenland-Rundfahrt
- Gesamtwertung und zwei Etappen Tour Méditerranéen
- Super Prestige Pernod
- Punktewertung und eine Etappe Tour de France
- zwei Etappen Tour de Suisse
- Tour du Haut Var
- Tour du Nord-Quest
- eine Etappe Tour de Romandie
- eine Etappe Tour d’Armorique
- eine Etappe Critérium du Dauphiné Libéré
- Paris–Bourges
- Bretagne Classic Ouest-France
- eine Etappe GP Tell
- vier Etappen Tour du Limousin
- Critérium des As
- eine Etappe Tour de l’Avenir

1985
- Lombardei-Rundfahrt
- Gesamtwertung und eine Etappe Paris-Nizza
- Amstel Gold Race
- Französischer Meister – Straßenrennen
- Punktewertung und eine Etappe Tour de France
- Super Prestige Pernod
- Punktewertung und drei Etappen Vuelta a España
- eine Etappe Tour de Suisse
- Gesamtwertung und zwei Etappen Irland-Rundfahrt
- eine Etappe Tour Méditerranéen
- zwei Etappen Valencia-Rundfahrt
- eine Etappe Critérium International
- drei Etappen Baskenland-Rundfahrt
- zwei Etappen Tour du Vaucluse
- Gesamtwertung Tour de Romandie
- eine Etappe Grand Prix Midi Libre
- zwei Etappen Grande Prémio Internacional de Torres Vedras
- Visp-Grachen
- eine Etappe Niederlande-Rundfahrt
- Bretagne Classic Ouest-France
- eine Etappe Katalonien-Rundfahrt
- Grand Prix de Fourmies
- Critérium des As
- eine Etappe Etoile des Espoirs

## Grand-Tour-Platzierungen
| Grand Tour            | 1981 | 1982 | 1983 | 1984 | 1985 |
| --------------------- | ---- | ---- | ---- | ---- | ---- |
| Vuelta a EspañaVuelta | –    | –    | –    | 1    | 6    |
| Giro d’ItaliaGiro     | –    | –    | –    | –    | –    |
| Tour de FranceTour    | 13   | 15   | 7    | 5    | 4    |

## Monumente-des-Radsports-Platzierungen
| Monument                 | 1981 | 1982 | 1983 | 1984 | 1985 |
| ------------------------ | ---- | ---- | ---- | ---- | ---- |
| Mailand–Sanremo          | –    | 27   | 5    | 2    | 7    |
| Flandern-Rundfahrt       | 38   | 21   | –    | 2    | 14   |
| Paris–Roubaix            | 40   | 12   | –    | 1    | 3    |
| Lüttich–Bastogne–Lüttich | –    | –    | 1    | 1    | 4    |
| Lombardei-Rundfahrt      | 23   | 34   | 1    | 17   | 1    |

## Bekannte ehemalige Fahrer
- Sean Kelly (1982–1985)
- Gerrie Knetemann (1985)
- Joaquim Agostinho (1981–1983)
- Steven Rooks (1983)
- Patrice Esnault (1985)
- Jean-Claude Leclercq (1984–1985)
- Jean-Claude Bagot (1984)
- Jonathan Boyer (1982–1985)
- Albert Zweifel : 1981
- Éric Caritoux (1983–1985)
- Jörg Müller (1984–1985)